# Pedro Félix Vicuña Novoa
Pedro Félix Vicuña Novoa (1872 - 19??) fue un político chileno.

## Biografía
Nació en Santiago de Chile el 27 de octubre de 1872. Hijo de Hermenegildo Vicuña Mackenna y de Filomena Novoa Luco. Casado en Buenos Aires con Raquel Bilbao Arana.
Estudió en el Instituto Nacional y en el Colegio San Ignacio en 1883. Luego ingresó a la Escuela de Derecho de la Universidad de Chile. Fue alumno del Instituto de Estudios Políticos de París, Francia.
Se desempeñó como secretario del Ministerio de Relaciones Exteriores en 1889. Al año siguiente, fue nombrado segundo secretario de la Legación de Chile en España. Propietario de yacimientos petrolíferos en Salta y Comodoro Rivadavia, hasta 1917. Trabajó en Argentina en la agricultura, se dedicó a la industrialización de frutas y legumbres para exportación a Estados Unidos y a Europa. Socio de la empresa argentino-británica The Tigre Packing Company. La misma labor agrícola realizó en Chile.
No aceptó ser candidato a alcalde por Santiago, ya que estimaba que esta responsabilidad debía ser asumida por un funcionario no político, al igual como se había hecho en las capitales de París, Buenos Aires y Río de Janeiro. Fue intendente de Colchagua, nombrado el 8 de octubre de 1935; e intendente de Cautín, entre el 31 de diciembre de 1937 y el 24 de diciembre de 1938.
Fue elegido diputado por la 4ª Circunscripción Departamental de La Serena, Coquimbo, Elqui, Ovalle, Combarbalá e Illapel, en el periodo de 1926 a 1930. Integró las comisiones de Industria y Comercio y la de Higiene y Asistencia Pública.
En 1932 publicó en París publicó su obra “Los Estados Unidos”, con prólogo escrito por Agustín Edwards, posteriormente, editada en Chile.